# Dichotomius carbonarius
Dichotomius carbonarius är en skalbaggsart som beskrevs av Mannerheim 1829. Dichotomius carbonarius ingår i släktet Dichotomius och familjen bladhorningar. Inga underarter finns listade i Catalogue of Life.